# Précey

Précey este o comună în departamentul Manche, Franța. În 2009 avea o populație de 474 de locuitori.